# Blanca Canales Torresola

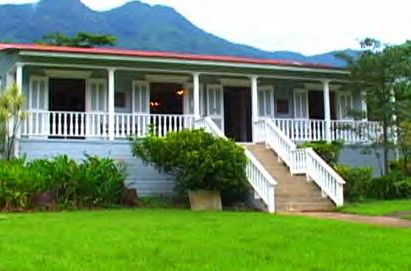
Casa museu de Blanca Canales a Jayuya

Blanca Canales Torresola (Jayuya, 17 de febrer de 1906 - Jayuya, 25 de juliol de 1996) va ser una educadora i política revolucionària porto-riquenya. Líder destacada del Partit Nacionalista de Puerto Rico, va organitzar-ne la branca femenina, coneguda com "Les Filles de la Llibertat". Va lluitar durant tota la seva vida contra el règim colonialista estatunidenc a Puerto Rico.
Com a líder del partit a Jayuya, va participar activament en diverses revoltes contra els Estats Units durant els anys 40 i 50, com el Grito de Jayuya, on els nacionalistes van prendre el control de la ciutat durant tres dies. Per aquesta participació va ser acusada de matar a un policia i empresonada durant 17 anys en una presó a Alderson (Virgínia de l'Oest).